# Takapoto
Takapoto is een atol dat behoort tot de Tuamotueilanden, die deel uitmaken van Frans-Polynesië. Het is ellipsvormig en ongeveer 20 km lang en 6,7 km breed en heeft inclusief de lagune, een oppervlak van 85 km² en ruim 15  km² landoppervlak. Fakatopatere is de voornaamste nederzetting op het eiland. Takapoto telt 501 (in 2017) inwoners. Het atol behoort bestuurlijk tot de gemeente (commune) Takaroa, dat is het atol dat op 9 km afstand ligt, het dichtst bijzijnde bewoonde eiland. Takapoto ligt 538 km van Tahiti. Het eiland ontstond uit een vulkaan die 55,5 tot 58,2 miljoen jaar geleden 2780 m oprees uit de oceaanbodem. 

## Geschiedenis
Op het eiland zijn door archeologen aanwijzingen gevonden voor bewoning en de aanwezigheid van gemeenschapshuizen (marae) en altaren die erop wezen dat er een stamhoofd resideerde waaraan drie of vier verschillende clans, die ieder een eigen stuk van het eiland bewoonden, schatplichtig waren.
De Hollandse zeevaarders Willem Schouten en Jacob Le Maire waren op 14 april 1616 de eerste Europeanen die het atol vermeldden als Zondergrond Eiland. 
Op 19 mei 1722 leed hier De Afrikaanse Galei schipbreuk, het kleinste van de drie schepen onder commando van Jacob Roggeveen. Roggeveen gaf het daarom de naam het Schadelijke Eiland.
Sinds 1973 is er een start- en landingsbaan van 930 m. Er zijn 180 vluchten per jaar en er werden 2,5 tot 3,2 duizend passagiers vervoerd volgens cijfers uit 2019. Het toerisme op dit eiland wordt hiermee bevorderd. Naast toerisme vormen de kweek van pareloesters, consumptie-oesters en visserij de belangrijkste economische activiteiten.

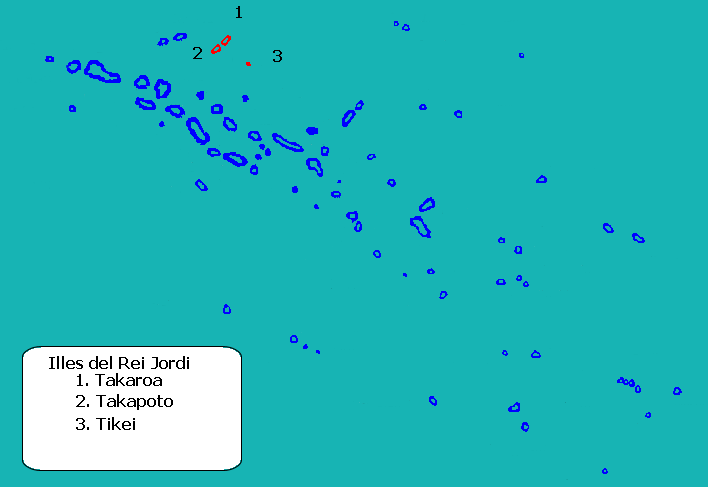
Positie van Takapoto (2) binnen de Tuamotueilanden

## Ecologie
Op het eiland komen 41 soorten vogels voor waaronder zeven soorten van de Rode Lijst van de IUCN	waaronder Goulds stormvogel (Pterodroma leucoptera) en de endemische tuamotujufferduif (Ptilinopus coralensis) en tuamotukarekiet (Acrocephalus atyphus).

## Roman
De bekroonde historische jeugdroman Haaieneiland van Rob Ruggenburg speelt zich af op het eiland. Dit boek beschrijft een deel van de zoektocht van Jacob Roggeveen in 1721 en 1722 naar het onbekende Zuidland en is gebaseerd op feiten en op onderzoek ter plaatse van de auteur.